# Hazel Hotchkiss Wightman
Hazel Hotchkiss Wightman (Healdsburg, 20 dicembre 1886 – Newton, 5 dicembre 1974) è stata una tennista statunitense.

## Carriera
Tra le dominatrici della scena tennistica negli anni '10 e '20, è stata inoltre la fondatrice della Coppa Wightman.